# Helen Kane

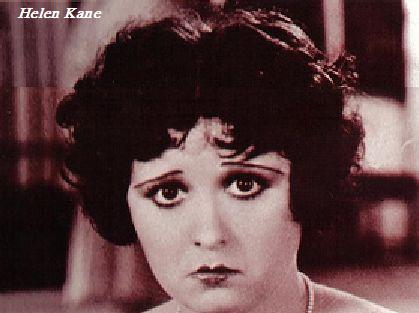
Helen Kane

Helen Kane (The Bronx, 4 augustus 1904 - Queens, 26 september 1966) was een populaire Amerikaanse zangeres, vooral bekend van het nummer I Wanna Be Loved By You uit 1928. Kane wordt gezien als de inspiratiebron voor de tekenfilmfiguur Betty Boop.

## Levensloop
Helen Kane werd geboren als Helen Clare Schroeder. Haar vader was van Duitse afkomst en haar moeder was een Ierse immigrante. Ze was de jongste van drie kinderen.
Op 15-jarige leeftijd maakte zij haar professionele debuut in het stuk On The Balcony naast The Marx Brothers. Gedurende de vroege jaren 20 trad zij op als vaudevillezangeres en danseres. In 1922 maakte zij haar debuut op Broadway in het stuk Stars Of The Future. Eveneens zong zij gedurende deze periode in een trio genaamd The Hamilton Sisters.
In 1924 huwde Helen Schroeder Joseph Kane, en zou zijn achternaam gaan gebruiken voor de rest van haar leven. Zij scheidde van hem in 1932.
Haar doorbraak kwam echter in 1927 toen zij in een musical speelde genaamd A Kid In Spain. Niet lang daarna vroeg Amerikaanse pianist Paul Ash of zij met hem wilde optreden. Met hem zong zij het nummer That's My Weakness Now. Kane begon in dit nummer 'boop-boop-a-doop' te scatten, hetgeen haar handelsmerk zou worden.
Kane was inmiddels een populaire zangeres en actrice geworden. Zij speelde in een aantal populaire musicals, waaronder Good Boy uit 1928 waarin zij het nummer I Wanna Be Loved By You zong (in de jaren 50 ook opgenomen door Marilyn Monroe voor de film Some Like It Hot). Ook speelde zij in een aantal films.
In 1933 huwde zij de acteur Max Hoffman Jr., hij verliet haar echter na 6 maanden en zij scheidden in 1935.
De populariteit van Helen Kane verminderde gedurende de Grote Depressie. Zij zou nog optreden in diverse nachtclubs en theaters in de jaren 30. Ook zou zij nog in een aantal tv-series spelen, waaronder The Ed Sullivan Show.
In 1939 huwde Helen Kane de acteur Dan Healy, en samen openden zij het restaurant Healy's Grill in New York. Zij bleven getrouwd tot de dood van Helen Kane in september 1966 aan de gevolgen van borstkanker.

## Discografie
| - Get Out Under The Moon 1928 (no. 7) - That's My Weakness Now (no. 5) - I Wanna Be Loved By You (no. 2) - Is There Anything Wrong In That? - Don't Be Like That (no. 16) - Me And The Man In The Moon (no. 8) - Button Up Your Overcoat 1929 (no. 3) - I Want To Be Bad (no. 18) - Do Something (no. 12) - That's Why I'm Happy - I'd Do Anything For You - He's So Unusual - Ain'tcha? - I Have To Have You - I'd Go Barefoot All Winter Long 1930 - Dangerous Nan McGrew - Thank Your Father - I Owe You - Readin' Ritin' Rhythm - I've Got It - My Man Is On The Make - If I Knew You Better - I Tawt I Taw A Puddy Tat 1950 - Beanbag Song - Hug Me! Kiss Me! Love Me! - Aba Daba Honeymoon - When I Get You Alone Tonight 1954 - When My Sugar Walks Down The Street |

## Filmografie
- Nothing But The Truth 1929
- Sweetie
- Pointed Heels
- Paramount On Parade 1930
- Dangerous Nan McGrew
- Heads Up!
- A Lesson In Love 1931

- Bibliothèque nationale de France: cb139437416 (data)
- Gemeinsame Normdatei: 134809165
- International Standard Name Identifier: 0000 0000 5519 2303
- Library of Congress Control Number: n94006778
- MusicBrainz: 0e615ed9-57b7-422c-a920-f6fa55ea6c0f
- SNAC: w6pp08zs
- Système universitaire de documentation: 078069459
- Virtual International Authority File: 69120616
- WorldCat: E39PBJqfM9CH7BMW8d8jf6KPQq